# Slohokej Liga 2011/12
Die Saison 2011/12 war die dritte und letzte Austragung des internationalen Eishockey-Wettbewerbes der Slohokej Liga und wurde mit insgesamt sieben Mannschaften ausgetragen. Meister wurde der HK Partizan Belgrad.

## Teilnehmer
Im Vergleich zum Vorjahr gab es einige Änderungen im Teilnehmerfeld. Der EC Graz 99ers zog seine Teilnahme zugunsten eines Farmteams in der Nationalliga, der zweithöchsten österreichischen Spielklasse, zurück. Ebenso wurde das Projekt der Zagreber Spielgemeinschaft beendet; stattdessen nahm der KHL Mladost Zagreb mit seiner ersten Mannschaft an der Liga teil.
Die Mannschaft des HD mladi Jesenice wurde Ende Januar 2012 nach dem 25. Spieltag aufgrund finanzieller Probleme vom Spielbetrieb zurückgezogen. Alle Spielergebnisse der Mannschaft wurden annulliert und die Tabelle bereinigt. Daher wurden statt 28 nur 24 Partien pro Mannschaft gewertet.
- HK Triglav
- HDK Stavbar Maribor
- HD mladi Jesenice (Rückzug nach dem 25. Spieltag)
- HK Partizan Belgrad
- HK Olimpija
- HK Slavija Ljubljana
- KHL Mladost Zagreb
- HDD Bled

## Grunddurchgang

### Tabelle
| Pl. |                      | Sp                       | S                        | OTS                      | OTN                      | N                        | Tore                     | Diff                     | SM                       | PP%                      | PK%                      | Punkte                   |
| 1.  | HDK Stavbar Maribor  | 24                       | 16                       | 3                        | 2                        | 3                        | 106:67                   | +39                      | 460                      | 14,29 %                  | 87,50 %                  | 56                       |
| 2.  | HK Partizan Belgrad  | 24                       | 12                       | 3                        | 2                        | 7                        | 101:63                   | +38                      | 463                      | 16,79 %                  | 89,31 %                  | 44                       |
| 3.  | HK Triglav           | 24                       | 11                       | 2                        | 1                        | 10                       | 85:84                    | +1                       | 453                      | 12,41 %                  | 88,49 %                  | 38                       |
| 4.  | HK Olimpija          | 24                       | 10                       | 1                        | 2                        | 11                       | 96:100                   | −4                       | 321                      | 15,86 %                  | 76,85 %                  | 34                       |
| 5.  | KHL Mladost Zagreb   | 24                       | 7                        | 3                        | 1                        | 13                       | 90:110                   | −20                      | 401                      | 17,78 %                  | 87,68 %                  | 28                       |
| 6.  | HK Slavija Ljubljana | 24                       | 6                        | 2                        | 5                        | 11                       | 68:97                    | −29                      | 533                      | 11,18 %                  | 86,39 %                  | 27                       |
| 7.  | HDD Bled             | 24                       | 7                        | 1                        | 2                        | 14                       | 86:111                   | −25                      | 518                      | 10,34 %                  | 81,45 %                  | 25                       |
| 8.  | HD mladi Jesenice    | Rückzug vom Spielbetrieb | Rückzug vom Spielbetrieb | Rückzug vom Spielbetrieb | Rückzug vom Spielbetrieb | Rückzug vom Spielbetrieb | Rückzug vom Spielbetrieb | Rückzug vom Spielbetrieb | Rückzug vom Spielbetrieb | Rückzug vom Spielbetrieb | Rückzug vom Spielbetrieb | Rückzug vom Spielbetrieb |

## Playoffs

### Viertelfinale
| Begegnung                                 | Endstand | Spiel 1   | Spiel 2 | Spiel 3 |
| ----------------------------------------- | -------- | --------- | ------- | ------- |
| HK Partizan Belgrad (2) – HDD Bled (7)    | 2:0      | 4:0       | 11:1    | –       |
| HK Triglav (3) – HK Slavija Ljubljana (6) | 2:0      | 5:4 n. V. | 7:4     | –       |
| HK Olimpija (4) – KHL Mladost Zagreb (5)  | 2:0      | 7:5       | 2:1     | –       |

### Halbfinale
| Begegnung                                 | Endstand | Spiel 1 | Spiel 2   | Spiel 3 |
| ----------------------------------------- | -------- | ------- | --------- | ------- |
| HK Partizan Belgrad (2) – HK Triglav (3)  | 2:0      | 6:0     | 4:1       |         |
| HDK Stavbar Maribor (1) – HK Olimpija (4) | 0:2      | 3:4     | 2:3 n. V. |         |

### Finale
| Begegnung                                 | Endstand | Spiel 1 | Spiel 2 | Spiel 3 | Spiel 4 | Spiel 5 |
| ----------------------------------------- | -------- | ------- | ------- | ------- | ------- | ------- |
| HK Partizan Belgrad (2) – HK Olimpija (4) | 3:2      | 4:2     | 0:1     | 4:2     | 2:5     | 6:1     |

## Auszeichnungen
- Wertvollster Spieler:  Marko Kovačević (Partizan Belgrad)
- Bester Torhüter:  Matic Boh (HK Olimpija)
- Bester Verteidiger:  Mitja Sotlar (HDK Maribor)
- Bester Stürmer:  Anze Gogala (HK Triglav)
- Fair-Play-Trophäe: KHL Mladost Zagreb.